# Liebfrauen (Münchehagen)

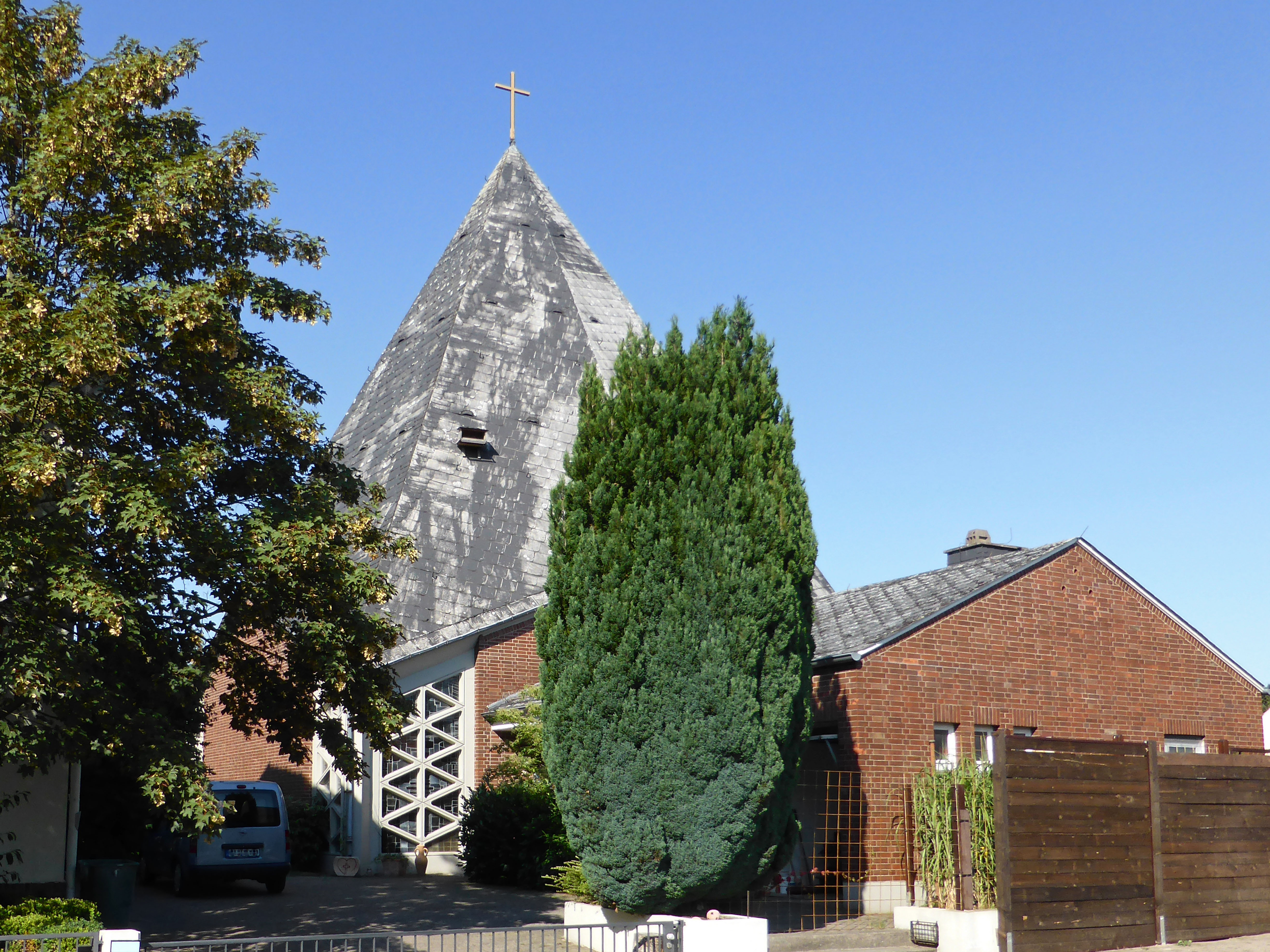
Ehemalige Liebfrauenkirche (2019)

Die Kirche Liebfrauen war die katholische Kirche in Münchehagen, einem Stadtteil von Rehburg-Loccum im Landkreis Nienburg/Weser in Niedersachsen. Zuletzt gehörte die Kirche zur Pfarrgemeinde St. Bonifatius in Wunstorf, im Dekanat Hannover des Bistums Hildesheim. Die Kirche war nach dem Marientitel Unsere Liebe Frau benannt und befand sich in der Straße In der Siedlung 8. Heute befindet sich die nächstgelegene katholische Kirche im fünf Kilometer entfernten Rehburg.

## Geschichte
Ab 1946 wurden in Münchehagen katholische Kirchenbücher geführt. Zunächst fanden katholische Gottesdienste in der evangelischen Kirche von Münchehagen statt.
1966/67 wurde die Kirche erbaut, als Filialkirche der Pfarrgemeinde St. Maria in Rehburg. Am 4. November 1967 erfolgte ihre Konsekration. Ab dem 1. September 2008 gehörte sie mit St. Maria zur Pfarrgemeinde St. Bonifatius in Wunstorf. Am 23. August 2009 erfolgte die Profanierung durch Generalvikar Werner Schreer, das Kirchengebäude und das Pfarrhaus wurden an privat verkauft.

## Architektur und Ausstattung
Die Kirche wurde als turmloser Massivbau nach Plänen des Architekten Theo Scholten errichtet und befand sich in knapp 79 Meter Höhe über dem Meeresspiegel.